# Sweet Land of Liberty
Sweet Land of Liberty è un cortometraggio muto del 1914 diretto da Harry A. Pollard. Il regista è anche interprete del film che, prodotto dalla American Film Manufacturing Company, aveva nel cast anche Margarita Fischer e Kathie Fischer.

## Trama
Filippo è un commerciante di arachidi: gli affari vanno bene e sua moglie sta per raggiungerlo dall'Italia. Quando un giorno per strada l'uomo trova un bambino perduto, non sapendo che fare, lo porta con sé a casa. Ma la polizia lo arresta. Quando sua moglie Giannina arriva in America, non trova nessuno ad accoglierla. Sola, ignara della lingua, in un paese straniero, Giannina si trova nell'indigenza più assoluta. Disperata, è costretta a rubare ma viene presa e messa in cella, in attesa del processo. Destino vuole che il suo processo e quello di Filippo vengano fissati per lo stesso giorno: i due sposi si incontrano in tribunale e possono finalmente spiegare al giudice ciò che è accaduto. Dopo essere stati rilasciati, trovano rifugio nella loro piccola casa, un focolare felice che accoglie madre e figlio.

## Produzione
Il film fu prodotto dalla Beauty (American Film Manufacturing Company).

## Distribuzione
Distribuito dalla Mutual, il film - un cortometraggio in una bobina - uscì nelle sale statunitensi il 31 marzo 1914.